# リヴァプール・インスティテュート・フォー・パフォーミング・アーツ
リヴァプール・インスティテュート・フォー・パフォーミング・アーツ(英語: Liverpool Institute for Performing Arts、LIPA)は、1996年に開校したイギリスのリヴァプールにある舞台芸術の高等教育機関。

## 概要
この大学は、舞台芸術のさまざまな分野の名誉学位と、演技、ダンス、ポピュラー音楽、音楽技術の財団認定プログラム、そして、演技および衣装製作の1年間の修士レベルの学位コースを提供している。演劇学校連盟の会員である。
大学は、質の高い教育により高等教育機関を評価する政府のTeaching Excellence Framework(TEF)から金賞を受賞している。2003年9月に、4-19歳を対象とするパフォーミング・アーツ・アカデミー「LIPA 4–19」を発表。それ以来、サテライトスクールと準アカデミーも設立された。2014年に小学校を、2016年にはシックス・フォーム・カレッジを開校した。

## 沿革

### 開校まで
この大学はポール・マッカートニー(元ビートルズ)とマーク・フェザーストーン・ウィッティによって設立された。マッカートニーは彼の母校(リバプール・インスティテュート・ハイスクール・フォー・ボーイズ)が1985年の廃校以来、荒れ果てた状態であることを知り、再建を決意していた。フェザーストーン・ウィッティはロンドンにブリット・スクールを設立し、別の学校を開設する機会を探していた。
フェザーストーン・ウィッティは、アラン・パーカーの1980年の映画「フェーム」に触発されて、芸術およびエンターテイメント業界での仕事のために可能な限り最良の養成が何であるかを考えた。この映画は彼に、舞台芸術家は3つの舞台芸術(演技、ダンス、音楽)すべてを同時に養成する必要があると結論付けた。彼はまた、パフォーマーが芸術および娯楽ビジネスの一部に過ぎないことも考慮した。これらの基本概念から、彼は他のユーザーとの、新しいタイプの養成とコンサルティングを開始した。
レコード・プロデューサーのジョージ・マーティンは、フェザーストーン・ウィッティーが学校を発展させる場所を探していること、そしてマッカートニーが建物を救える人を探していることを知り、お互いを紹介した。施設と学校の設置プロセスには7年かかり、費用は2,000万ポンドであった。フェザーストーン・ウィッティーは1985年までに、提唱者のポール・マッカートニーをはじめとする一流のアーティスト、監督、振付家、起業家から支援を受けた。

### 1996年ー現在
1996年1月に開校し、建物は同年6月7日にエリザベス女王によって正式に開かれた。開校以来、各学年の学科の範囲は拡大している。2006年1月に10周年を迎え、リバプール・フィルハーモニック・ホールでの公演とフェザーストーン・ウィッティーによって書かれた本「LIPA-The First Ten Years in Pictures」が出版された。
2014年に卒業した卒業生を対象とした調査では、91%が仕事をしており、83%が舞台芸術で働いていたことが示された。この状況を維持するために、カリキュラムは定期的に変更される。
2006年に高等教育機関(HEI)に指定。舞台芸術の高等教育機関として、英国で最も多くの留学生が在校している。
英国でこのレベルを達成した唯一の高等教育機関として、Investors in Peopleからゴールド・スタンダードを授与された。また、高等教育アカデミーで認められているフェローとアソシエイトの集中度が最も高くなっている。
2012年3月、教育施設を拡張するためにリヴァプール・カレッジ・オブ・アートの旧建物を370万ポンドで購入したことを発表した。
フリー・スクール・プログラムのもと、2014年9月にリヴァプールの中心部に小学校を、2016年9月にはシックス・フォーム・カレッジを開校した。

## 学科
大学の資格は、リヴァプール・ジョン・ムーア大学によって検証されている。

### 財団証明書
- 演技
- ダンス
- ポピュラー音楽とサウンド技術

### 学士号

#### Bachelor of Arts(名誉学士)
- 演技
- 演技(スクリーン&デジタルメディア)
- 応用演劇（英語版）&コミュニティドラマ
- クリエイティブテクノロジー&パフォーマンス(MArtsプログラム)
- ダンス
- 音楽
- 音楽(作詞作曲&パフォーマンス)
- 音楽(作詞作曲&製作)
- 音楽、エンターテイメント、演劇、イベントの管理（英語版）
- サウンドテクノロジー（英語版）
- シアター&パフォーマンスデザイン（英語版）
- シアター&パフォーマンステクノロジー（英語版）

### 修士号
- 演技-エブリマン劇場とプレイハウス劇場に関連。
- 衣装製作

## コンパニオン
大学は、エンターテイメントと芸術への貢献が認められた個人に「コンパニオンシップ」を授与する。彼らは、コンパニオン(仲間)として、マスタークラスを教えたり、ディスカッションやインタビューイベントに参加する。

## 著名な卒業生
- シオン・クラーク、アートディレクター
- チャーリー・ナイト、ダンサー
- シメオン・モンタギュー、ダンサー
- ダニエル・ブラットフォード、ダンサー
- アダム・フルトン、サウンドデザイナー
- ホリー・コクソン、女優
- マシュー・エリオット、俳優
- サム・プロクター、シニアシステムエンジニア
- リサ・ストッケ（英語版）、女優
- シャーロット・ワイルドリアン、ダンサー
- レナ・ヒューズ、ダンサー
- ダン・クロール（英語版）、シンガーソングライター
- ジェイミー・ロイド（英語版）、ジェイミー・ロイド・カンパニーの創設者
- デイブ・バクスタ、照明技術者
- マデリーン・アピア、女優
- リアン・ベスト（英語版）[14][注 1]、女優　他[15]
- Akeboshi、シンガーソングライター・ミュージシャン
- 斎木達彦、作曲家